# (12468) Zachotín
(12468) Zachotín, désignation internationale (12468) Zachotin, est un astéroïde de la ceinture principale.

## Description
(12468) Zachotin est un astéroïde de la ceinture principale. Il fut découvert le 14 janvier 1997 à l'Observatoire d'Ondřejov par Lenka Šarounová. Il présente une orbite caractérisée par un demi-grand axe de 2,22 UA, une excentricité de 0,13 et une inclinaison de 6,2° par rapport à l'écliptique.

## Compléments